# 遠藤耕太郎
遠藤 耕太郎（えんどう こうたろう、1966年6月25日 - ）は、日本の日本文学研究者。専門は日本古代文学、中国少数民族文化。趣味：トランペット演奏。

## 来歴
長野県岡谷市生まれ。長野県諏訪清陵高等学校を経て、1998年、早稲田大学大学院文学研究科博士課程単位取得退学。日本学術振興会特別研究員PD、共立女子短期大学非常勤講師等を経て、共立女子大学文芸学部教授。一般社団法人アジア民族文化学会代表理事。
1997年から中国雲南省の少数民族の村に入り、歌謡や葬礼に関する映像資料を収集している。2021年、『万葉集の起源―東アジアに息づく抒情の系譜』で第38回志田延義賞を受賞。

## 著書
- 『モソ人母系社会の歌世界調査記録』（大修館書店、2003年）
- 『古代の歌―アジアの歌文化と日本古代文学』（瑞木書房、2009年）
- 『対歌文化論―日本与雲南白族対歌的比較研究』（共著、科学出版社〔北京〕、2016年）
- 『万葉集の起源―東アジアに息づく叙情の系譜』（中公新書、2021年）
- 『歌掛けのアジアー雲南省リス族の歌掛けと日本古代文学ー』（ゆまに書房、2023年3月）